# Assemblea nazionale (Azerbaigian)

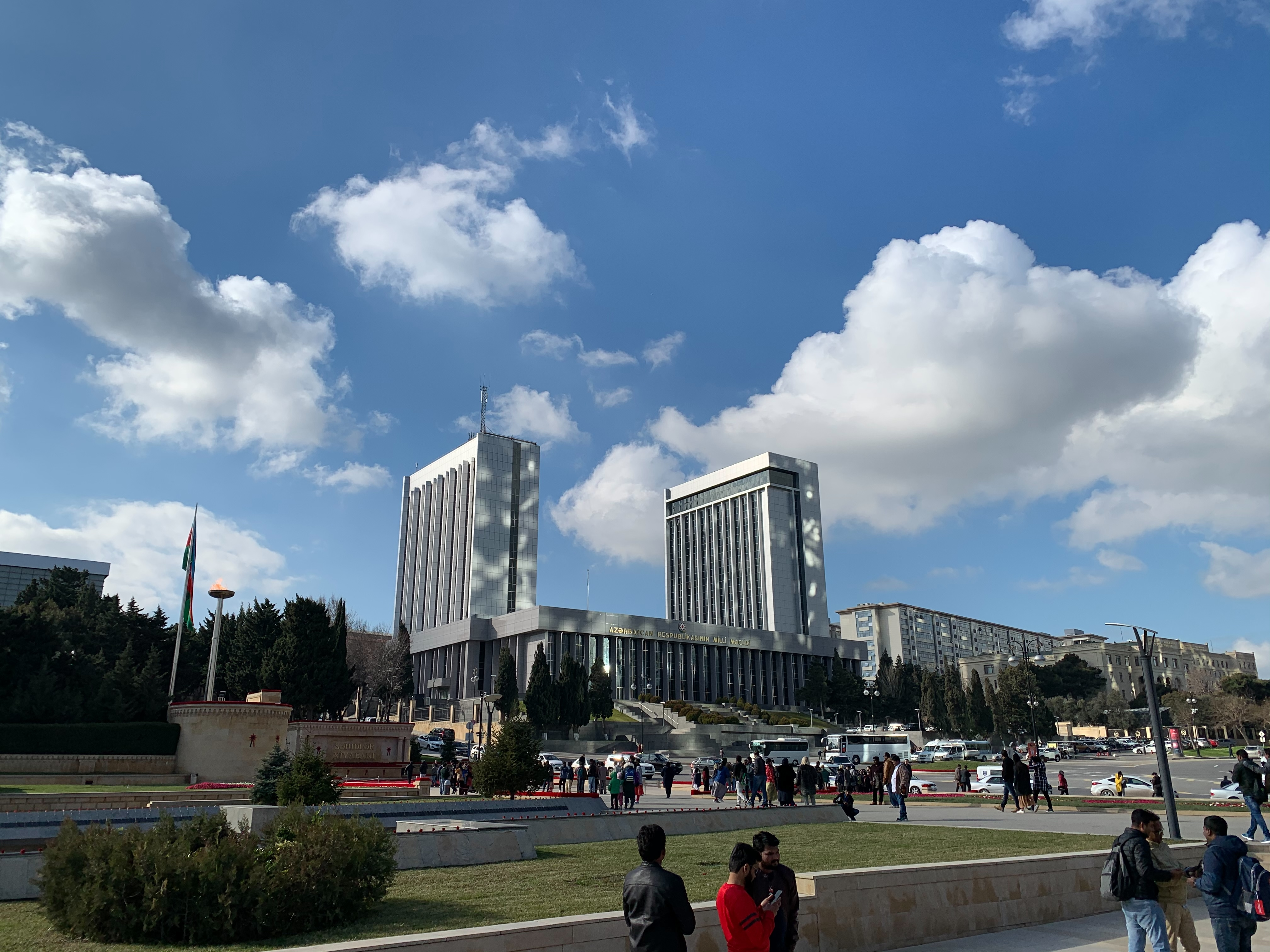
Il Palazzo del Parlamento a Baku.

L'Assemblea nazionale dell'Azerbaigian (azero: Milli Məclis) Assemblea nazionale, è il nome ufficiale del Parlamento dell'Azerbaigian.

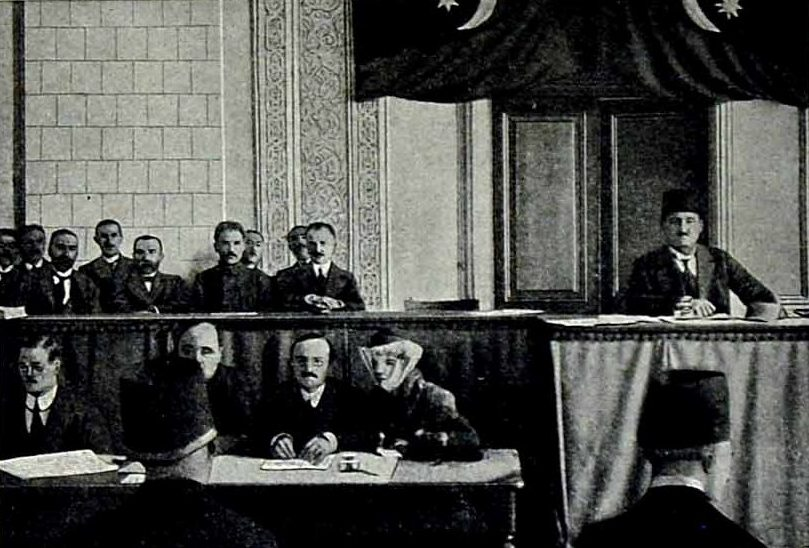
Prima riunione dell'assemblea nazionale dell'Azerbaigian

L'Assemblea nazionale è unicamerale. Comprende 125 membri, eletti per cinque anni (fino al 2002 erano 100 secondo il sistema maggioritario e 25 secondo quello proporzionale, dopo il referendum popolare saranno eletti tutti e 125 su base maggioritaria). È il successore del Consiglio nazionale (Azərbaycan Xalq Cumhuriyyəti Milli Şurası) della Repubblica Democratica dell'Azerbaigian. L'Assemblea nazionale fu il primo parlamento repubblicano secolare nel mondo musulmano.
L'attuale presidente dell'Assemblea è Sahibə Qafarova.

## Storia

### Repubblica Democratica dell'Azerbaigian (1918-1920)
Dopo la rivoluzione russa del febbraio 1917, fu creato un comitato speciale composto da imputati della Duma di stato transcaucasica. A novembre, il Commissariato transcaucasico è stato creato come primo governo della Transcaucasia indipendente. Il Seim composto da rappresentanti di tre nazioni non aveva una solida piattaforma politica, dato che ogni nazione si prendeva cura dei propri interessi. Questo poi ha portato alla dissoluzione del Seim il 25 maggio 1918.
Il 27 maggio, 44 deputati musulmani del Seim si sono riuniti a Tbilisi e hanno istituito il Consiglio nazionale dell'Azerbaigian per formare il governo dell'Azerbaigian. Məhəmməd Rəsulzadə è stato eletto presidente. Il 28 maggio, il Consiglio nazionale ha approvato una risoluzione che proclamava l'indipendenza della Repubblica Democratica dell'Azerbaijan. Il 16 giugno, il Consiglio nazionale e il governo azero si sono trasferiti a Gəncə. Alla settima sessione del consiglio di Gəncə presieduta da Məhəmməd Rəsulzadə, fu deciso di sciogliere il consiglio e trasferire tutti i poteri legislativi ed esecutivi al governo provvisorio dell'Azerbaigian guidato da Fatali Khan Khoyski. Una volta istituito il governo, l'azero diventa la lingua ufficiale di stato. Una delle priorità del governo prima di trasferirsi a Baku era di liberare Baku dalla Dittatura Centrocaspiana, poi nel controllo della città che si svolse il 15 settembre 1918. Il 16 novembre quando il Consiglio nazionale si riunisce e il 19 novembre Mahammad Emin Rasulzade annuncia che tutte le nazionalità dell'Azerbaigian saranno rappresentate nel Parlamento dell'Azerbaigian, che sarà composto di 120 deputati.
Pertanto, in base a 24.000 rappresentanti di nazionalità nell'Azerbaigian, il parlamento azero costituito da 80 musulmani, 21 armeni, 10 russi, 1 tedesco e 1 ebreo ed è stato istituito il 29 novembre e convocato il 7 dicembre 1918. Quindi, la prima sessione del parlamento si è svolto nell'edificio della ex scuola musulmana russa di Zeynalabdin Tagiyev, situata nell'attuale via Istiglaliyyat di Baku ed è stata presieduta da Məhəmməd Rəsulzadə. Alimardan bey Topchubashov è stato eletto Presidente del Parlamento, Hasanbey Agayev - Vicepresidente. Alla fine del 1919, c'erano 11 diverse fazioni del partito politico in parlamento rappresentate da 96 deputati. Durante i suoi 17 mesi di esistenza, il parlamento ha tenuto 145 sessioni con l'ultima sessione convocata il 27 aprile 1920 alla vigilia dell'occupazione russa dell'Azerbaigian. Sono state sponsorizzate in totale 270 risoluzioni, di cui 230 passate. Le delegazioni parlamentari dell'Azerbaigian hanno firmato diversi trattati di amicizia con Turchia, Iran, Gran Bretagna e Stati Uniti e un patto di difesa con la Georgia; hanno partecipato alla Conferenza di pace di Parigi più volte chiedendo il riconoscimento da parte dei paesi occidentali. Nel gennaio 1920, la Repubblica Democratica dell'Azerbaigian è stata de facto riconosciuta dalla Conferenza di pace.

### Soviet Supremo della Repubblica Socialista Sovietica Azera
Durante l'ultima sessione del parlamento dell'Azerbaigian il 27 aprile 1920 sotto la pressione dell'11ª Armata Rossa bolscevica e l'ultimatum del Comitato Caucasico del Partito Comunista Russo che invase l'Azerbaigian, i deputati decisero di sciogliere il governo a favore dei bolscevichi per evitare spargimenti di sangue. Una volta che i bolscevichi presero il potere, abolirono tutte le strutture del governo azero e fondarono il Comitato rivoluzionario ad interim dell'Azerbaigian amministrato dai comunisti azeri Nariman Narimanov, Aliheydar Garayev, Gazanfar Musabekov, Hamid Sultanov e Dadash Bunyadzade. I bolscevichi sciolsero l'esercito azero, eseguirono i suoi generali e ufficiali e nazionalizzarono i settori privati. Nel maggio del 1921 si riunì a Baku la prima Sessione sovietica azera composta da neo-eletti deputati di tutte le regioni dell'Azerbaigian. La prima sessione ha istituito il Comitato esecutivo centrale dell'Azerbaigian composto da 75 membri e il consiglio di amministrazione con 13 membri. Dal 1921 al 1937 furono convocate nove sessioni di soviet azero. Nel 1937, durante la nona sessione dei soviet dell'Azerbaigian, fu ratificata una nuova Costituzione della Repubblica Socialista Sovietica Azera e fu istituito il nuovo organo legislativo, il Soviet Supremo di RSS Azera.
Le prime elezioni del Soviet Supremo avvenne il 24 giugno 1938. Su 310 deputati eletti, 107 erano operai, 88 agricoltori collettivi e 115 dipendenti pubblici istruiti. Settantadue dei deputati erano donne. A causa della natura autoritaria del dominio sovietico in cui la maggior parte delle nuove iniziative sono state incontrate come cospirazioni contro lo stato, il parlamento era praticamente inefficace. A causa delle molteplici riforme e ristrutturazioni nel governo di RSS Azera negli anni '70 -'80, il ruolo del Soviet Supremo è aumentato. Molte riforme legislative, compresa la ratifica della nuova Costituzione dell'Azerbaigian del 1977, ha avuto luogo. Dopo le richieste della RSS Armena di trasferire la regione NKAO dell'Azerbaigian in Armenia, il parlamento è stato in gran parte passivo e indifferente. Il 18 ottobre 1991 il Soviet Supremo approvò una risoluzione che confermava il ripristino dell'indipendenza dell'Azerbaigian.

## Parlamento della Repubblica dell'Azerbaigian
Le prime elezioni parlamentari azere si sono svolte alla fine del 1990, quando il Soviet Supremo aveva già discusso sull'indipendenza dell'Azerbaigian dall'Unione Sovietica. Elezioni parlamentari del 1995 furono le prime a tenersi dopo il ripristino dell'indipendenza dell'Azerbaigian. L'assemblea è guidata dal suo presidente dell'assemblea coadiuvato dal primo vicepresidente e da due vice presidenti. Ogtay Asadov è l'attuale presidente dell'assemblea, Ziyafet Asgarov è il primo vicepresidente e, Bahar Muradova e Valeh Alasgarov sono vice presidenti. Il lavoro al parlamento è gestito dall'apparato del Parlamento guidato da Sefa Mirzayev, assistito dal vice direttore Elkhan Ahmadov. L'Apparato del Parlamento è suddiviso in Dipartimento di Stato per le Unità territoriali e i Comuni e il Dipartimento del Settore della Codifica.

## Presidenti dell'Assemblea nazionale dell'Azerbaigian
- Elmira Gafarova, 5 febbraio 1991 - 5 marzo 1992
- Yagub Mammadov, 5 marzo 1992 - 18 maggio 1992
- İsa Qember, 18 maggio 1992 - 13 giugno 1993
- Heydər Əliyev, 24 giugno 1993 - 5 novembre 1993
- Rasul Guliyev, 5 novembre 1993 - 11 settembre 1996
- Murtuz Alasgarov, 16 ottobre 1996 - 2 dicembre 2005
- Oqtay Əsədov, 2 dicembre 2005 - 10 marzo 2020
- Sahibə Qafarova, 10 marzo 2020 -